# Една Воллес Гоппер
Е́дна Во́ллес, у шлюбі Го́ппер (англ. Edna Wallace Hopper; 17 січня 1872 — 14 грудня 1959) — американська акторка сцени та німих фільмів.

## Життєпис
Народилася у Сан-Франциско, штат Каліфорнія, проте відмовлялася говорити про свій справжній вік. Зокрема, стверджувала, що свідоцтво про її народження було загублене внаслідок землетрусу в Сан-Франциско 1906 року. Мала брата.
Почала акторську кар'єру в Нью-Йорку. В 1893 році дебютувала в театрі «Імпайр». Того ж року одружилася з ДеВольфом Гоппером (1858—1935). Разом вони багато виступали в різних комічних постановках, зокрема в п'єсі Джона Філіпа Суза «El Capitan». В 1898 році подружжя розлучилося. В той же час вона знялася в найвідомішій своїй ролі в театрі — Леді Голіруд в постановці «Флородора» в Лондоні. Протягом наступного десятиліття вона, як і раніше, була активною в театрі, зокрема зіграла в постановці Джорджа М. Кохана «50 миль від Бостона».
В 1908 році пошлюбила брокера з Волл-стріт, Альберта Олдфілда Брауна. В 1910-х роках її акторська активність пішла на спад, але відновилася в 1920-х. 8 червня 1953 року журнал Life опублікував статтю про Едне Воллес Гоппер, вважаючи її популярною театральною акторкою і співачкою початку XX століття. Стала першою акторкою, яка застосувала ліфтинг. Від її імені проводилася косметика особистої гігієни під назвою Edna Wallace Hopper Cosmetics, що продавалася компанією American Home Products.
Згодом Гоппер розлучилася з другим чоловіком, а 5 березня 1945 року він помер.
Една Воллес Гоппер померла від пневмонії 14 грудня 1959 року.